# EnVision
enVision ist eine biochemische und molekularbiologische Methode zum qualitativen und quantitativen Nachweis von DNA einer bestimmten DNA-Sequenz.

## Eigenschaften
enVision verwendet zum Nachweis unter anderem eine DNA-Sonde, eine Taq-Polymerase und ein Reporterenzym. Die DNA-Sonde ist ein Aptamer, das um die komplementäre Sequenz der nachzuweisenden DNA verlängert wurde, wodurch die nachzuweisende DNA-Sequenz daran binden kann. Der Aptamer-Anteil der DNA-Sonde bildet einen Komplex mit der Polymerase und hemmt ihr aktives Zentrum, wenn sie keine nachzuweisende DNA gebunden hat. Nach Bindung der nachzuweisenden DNA-Sequenz an die DNA-Sonde per Hybridisierung gibt die Sonde die Polymerase frei. Daraufhin kann die Polymerase in einem ersten Reaktionsschritt eine dritte DNA, die universell verwendet wird und teilweise selbsthybridisiert und immobilisiert ist, unter Verwendung von Biotin-markierten Nukleotiden verlängern. Die Verlängerung dieser DNA erfolgt umso mehr, je mehr Polymerase freigesetzt wurde und ist unabhängig von der nachzuweisenden DNA, da diese nur zu Beginn zur Freisetzung der Polymerase benötigt wird. Im Anschluss an die Reaktion wird eine Streptavidin-markierte Meerrettichperoxidase hinzugegeben, die an die biotinylierte DNA bindet. Nach Entfernung ungebundener Peroxidase durch Waschen wird als zweite Reaktion ein chromogenes Substrat hinzugegeben und proportional zur freigesetzten Polymerase (der ersten Reaktion) sowie proportional zur gebundenen Peroxidase in einen Farbstoff umgesetzt. Die Menge an gebildetem Farbstoff wird per Handykamera fotografiert. Das Foto wird in ein Schwarz-Weiß-Foto umgewandelt und der Wert der Grautönung ausgelesen im Vergleich zu einer Positivkontrolle. Die Methode dauert etwa 30 Minuten.